# Saint-Maurice-le-Girard
Saint-Maurice-le-Girard è un comune francese di 612 abitanti situato nel dipartimento della Vandea nella regione dei Paesi della Loira.

## Società

### Evoluzione demografica
Abitanti censiti